# 高雄市鼓山區龍華國民小學
高雄市立龍華國民小學為一間位於高雄市鼓山區的國民小學，成立於1978年，坐落於大順一路上，鄰近捷運凹子底站、環狀輕軌龍華國小站和愛河之心站。

## 歷史
- 1978年3月24日：奉淮正式成立設校。
- 1979年2月20日：學生由十全國小正式撥交龍華國小上課。
- 2009年6月1日：新校舍竣工，正式遷入新校區。

### 歷任校長
- 第一任：蔡文瑞（1978年3月24日－1983年7月31日）
- 第二任：（1983年8月1日－1991年7月31日）
- 第三任（1991年8月1日－1996年7月31日）
- 第四任：1996年8月1日－2004年7月31日）
- 第五任：郭鈴惠（2004年8月1日－2011年7月31日）
- 第六任：吳秋惠（2011年8月1日－卸任）
- 第七任：張瑞宜(2016年8月-)
- 第八任：李美金

## 外部連結
- 高雄市立龍華國小
- 高雄市立龍華國小數位校史室